# Алберто Моравия
Албèрто Морàвия (на италиански: Alberto Moravia), с истинско име Алберто Пинкерле (Alberto Pincherle), е италиански писател от световна класа, наричан „баща на италианския неореализъм“.

## Биография и творчество
Роден е в семейство от средната класа. Като малък често боледува и прекарва принудителните си престои на легло в четене. По-късно става журналист. Предприема много пътувания и научава няколко езика.
Първият му роман „Безразличните“ е издаден, когато Моравия е на 22 години. По това време в Италия на власт вече е Бенито Мусолини. Официалната критика и власт го приемат враждебно. Притискат го все повече, забраняват публикациите му, дори подписаните с псевдоним. Около 9 месеца е принуден да се укрива в обор в планината. Спасяват го настъплението на американската армия през 1944 г. и краят на Втората световна война.
Веднага след войната Моравия издава няколко романа, най-известният сред които е „Римлянката“. Стилът му не може да се нарече блестящ, но творбата се отличава с разказваческо майсторство и жив диалог. Моравия, който вижда в жената по-висше създание от мъжа, създава много силни женски образи. В романите си изследва отношението между любовта и секса, като заявява, че сексът е убиец на любовта. Други негови книги нападат дясната политика, фалшивото морализаторство и корупцията.
През 1952 г. творчеството му отново е забранено, този път от Ватикана. Пише няколко сценария, а по романите му са заснети прочути филми като „Чочарка“, „Конформистът“, „Римлянката“.

## Творчество

### Романи
- Gli indifferenti (1929)
Безразличните, изд.: „Георги Бакалов“, Варна (1989), прев. Гергана Калчева
- Le ambizioni sbagliate (1935)
- La mascherata (1941)
- Agostino (1943)
- La romana (1947)
Римлянката, изд.: ОФ, София (1989), прев. Анелия Желязкова
- La disubbidienza (1948)
- L'amore coniugale (1949)
Съпружеска любов, изд. „Рива“ (2023)
- Romanzi brevi (1949) – сборник с La disubbidienza, L’amore coniugale, Agostino, La mascherata
- Il conformista (1951) – Награда „Стрега“ (1952)
Конформистът, изд.: „Народна култура“, София (1986), прев. Виолета Даскалова
- Il disprezzo (1954)
Презрението, изд.: „Народна култура“, София (1964), прев. Виолета Даскалова
- La Ciociara (1957)
Чочарка, изд.: „Народна култура“, София (1985), прев. Мария Касърова
- La noia (1960)
Скука, изд.: „Златорогъ“, София (1993), прев. Виолета Даскалова
- L'attenzione (1966)
- Io e lui (1971)
Аз и той, изд.: „Петриков“, София (1997), прев. Хубан Стойнов
- La vita interiore (1978)
- 1934 (1983)
- L'uomo che guarda (1986)
Воайорът, изд.: „Фама“, София (2005), прев. Никола Иванов
- Il viaggio a Roma (1989)
- La donna leopardo (1991), незавършен, посмъртно
Жената леопард, изд.: „Петриков“, София (1993), прев. Божан Христов
- I due amici. Frammenti di una storia fra guerra e dopoguerra (2007), незавършен, посмъртно

### Повести и разкази
- La bella vita, 1935; 1976. (11 разказа, написани между 1927 и 1932, отчасти излезли в сп. 900)
- L'imbroglio. Cinque romanzi brevi, 1937 (5 повести)
- I sogni del pigro. Racconti, miti e allegorie, 1940 (разкази)
- Le donne fanno dormire, 1941 (разказ)
- L'amante infelice. Novelle, 1943 (повести)
- La cetonia, 1944 (разказ)
- L'epidemia. Racconti surrealistici e satirici, 1944 (разкази, почти всичките написани между 1935 и 1945)
- Due cortigiane e Serata di Don Giovanni, 1945 (повести)
- L'amore coniugale e altri racconti, 1949 (разкази)
- Le chiese rosse, 1950 (разказ)
- I racconti, 2 тома, 1952; после Racconti 1927-1951, 1953. (24 разказа)
- Racconti romani, 1954. (Racconti romani и Nuovi racconti romani включват 130 разказа)
Римски разкази, изд.: ИК „Хр. Г. Данов“, Пловдив (1975), прев. Петър Драгоев
- L'epidemia. Racconti surrealisti e satirici, 1956; после Racconti surrealisti e satirici, 1975. (разкази)
- Nuovi racconti romani, 1959. (разкази, написани между 1954 и 1959)
Нови римски разкази, изд.: ИК „Хр. Г. Данов“, Пловдив (1977), прев. Петър Драгоев
- L'automa. Racconti, 1962. (41 разказа)
Съвместно безсъние, изд.: „Профиздат“, София (1988), прев. Маргарита Иванова
- Cortigiana stanca, 1965 (разкази)
- Una cosa è una cosa, 1967. (44 разказа)
- Lo sgambetto, 1967. (разказ)
- Il paradiso, 1970. (34 разказа)
- Un'altra vita, 1973 ()
- Boh, 1976 (разкази)
- Tre storie della preistoria, 1977 (разкази)
- Un miliardo di anni fa..., 1979 ()
- Cosma e i briganti, 1980. (излиза на части в седмичника «Oggi» през 1940)
- Storie della preistoria, 1982 (разкази)
- La cosa e altri racconti, 1983 (разкази)
- La tempesta. Racconto lungo, 1984 (повест)
- L'avaro, 1987 ()
- Il vassoio davanti alla porta, 1989 (разказ, после включен в сборника La villa del venerdì e altri racconti, 1990)
- La villa del venerdì e altri racconti,1990 (разкази)
- Romildo ovvero racconti inediti, perduti e d’autobiografia, 1993 (разкази, излезли във вестници и списания между 1928 и 1990), посмъртно
- Le chiese rosse e altri racconti, 1998 (разкази), посмъртно
- Racconti dispersi 1928-1951, 2000. (69 разказа, излезли във вестници, списания и алманаси между 1928 и 1951), посмъртно
- La cetonia e altri racconti smarriti, 2022 (разкази), посмъртно
- Крадци в храма (разкази), Профиздат, 1964
- Онова нещo: любовни истории. Пламък, 1993

### Лирика
- Poesie, 2019 (стихосбирка), посмъртно

### Публицистика
- La speranza, ossia Cristianesimo e Comunismo, 1944, есе
- L’uomo come fine ed altri saggi, 1964 (сборник)
- Impegno controvoglia. Saggi, articoli, interviste: trentacinque anni di scritti politici, 1980 (сборник)
- L’inverno nucleare, 1986
- Diario europeo. Pensieri, persone, fatti, libri, 1984-1990, 1993, посмъртно
- Non so perché non ho fatto il pittore. Scritti d’arte [1934_1990], 2017. (90 есета на художествена тема, написани между 1934 и 1990), посмъртно

### Репортажи и пътеписи
- Un mese in URSS, 1958
- Un'idea dell'India, 1962
- La rivoluzione culturale in Cina ovvero il Convitato di pietra, 1967
- A quale tribù appartieni?, 1972
- Lettere dal Sahara, 1981
- Alcune Afriche, 1983, с Андреа Андерман
- Passeggiate africane, 1987
- Viaggi. Articoli 1930-1990, 1994 (сборник със статии)
- Andando altrove, 2016, с Андреа Андерман, посмъртно
- In Africa, 2016, с Лоренцо Капелини, посмъртно

### Кинокритика
- Al cinema. Centoquarantotto film d’autore, 1975
- Cinema italiano. Recensioni e interventi 1933-1990, 2010 (сборник), посмъртно

### Писма
- Lettere, 1982, с Джузепе Прецолини
- Lettere ad Amelia Rosselli con altre lettere familiari e prime poesie (1915-1951), 2010, посмъртно
- Se è questa la giovinezza vorrei che passasse presto. Lettere [1926-1940] с оригинален разказ, 2015, посмъртно
- Quando verrai sarò quasi felice. Lettere a Elsa Morante [1947_1983], 2016, посмъртно

### Драматургия
- La mascherata (1954, 1958 в сборник)
- Beatrice Cenci (1955; 1958 в сборник)
- Il mondo è quello che è, 1966
- L’intervista, 1966
- Il dio Kurt, 1968, трагедия
- Omaggio a James Joyce (1968; 1986 в сборник)
- La vita è gioco,1969
- La cintura (1984)
- Voltati parlami (1984)
- L’angelo dell’informazione (1985)
- L’angelo dell’informazione e altri testi teatrali (1986), сборник
- Teatro, 2 тома, 1998, 2004, сборник, посмъртно

### Други
- Vita di Moravia, 1990, с Ален Елкан
- Енцо Сичилиано, Alberto Moravia: vita, parole e idee di un romanziere, 1982
- Intervista sullo scrittore scomodo, A cura di Nello Ajello, 1978

### Филмография и радиография

#### Режисьор и сценарист
- Colpa del sole (1951)

#### Актьор
- Umano, non umano, реж. Марио Скифано (1969)

#### Сценарист
(непълен списък)
- Senza cielo, реж. Алфредо Гуарини (1940) - неакредитиран поради расовите закони
- Zazà, реж. Ренато Кастелани (1944) - неакредитиран поради расовите закони
- Ultimo incontro, реж. Джани Франчолини (1951)
- La donna del fiume, реж. Марио Солдати (1955)
- La giornata balorda, реж. Мауро Болонини (1960)
- L'occhio selvaggio, реж. Паоло Кавара (1967)

#### Радиопроза
- L'imbroglio, радиоадаптация на Марко Висконти, реж. Пиетро Масерано Тарико, излъчена на 25 май 1951.
- La signora dalle camelie, на Алексадър Дюма, превод на А. Моравия, реж. Гулиелмо Моранди, излъчена на 22 декември 1952

## Филми по негови произведения
- Стрелата в хълбока (La freccia nel fianco), реж. Алберто Латуада (1945)
- Провинциалистката (La Provinciale), реж. Марио Солдати (1953)
- Римлянката (La Romana), реж. Луиджи Дзампа (1954)
- Жалко, че е измамник (Peccato che sia una canaglia), реж. Алесандро Бласети (1954)
- Римски разкази (Racconti romani), реж. Джани Франчолини (1955)
- Чочарка, реж. Виторио Де Сика (1960)
- Глупавият ден (La giornata balorda), реж. Мауро Болонини (1960)
- Смях от радост, реж. Марио Моничели (1960)
- Августин (Augustino), реж. Мауро Болонини (1962)
- Скука (La noia), реж. Дамиано Дамиани (1963)
- Трудна любов, реж. Алберто Бонучи, Серджо Солима, Нино Манфреди (1962)
- Презрението, реж. Жан-Люк Годар (1963)
- Безразличните (Gli indifferenti), реж. Франческо Мазели (1964)
- Голите часове (Le ore nude), реж. Марко Викарио (1964)
- Невидимата жена (La donna invisibile), реж. Паоло Спинола (1969)
- Едно доста сложно момиче (Una ragazza piuttosto complicata), реж. Дамяно Дамяни (1969)
- Съпружеска любов (L'amore coniugale), реж. Дача Мараини (1970)
- Конформистът, реж. Бернардо Бертолучи (1970)
- Заповедите са заповеди (Gli ordini sono ordini), реж. Франко Джиралди (1972)
- Той и аз (Lui e io), реж. Лучано Салче (1973)
- Дезидерия: вътрешният живот (Desideria: la vita interiore), реж. Джани Барчелони Корте (1980)
- Неподчинение (La disubbidienza), реж. Алдо Ладо (1981)
- Грешните амбиции (Le ambizioni sbagliate), реж. Фабио Карпи (1983)
- Вниманието (L'attenzione), реж. Джовани Солдати (1985)
- Римлянката (La Romana), реж. Джузепе Патрони Грифи (1988)
- Коланът (La cintura), реж. Джулиана Гамба (1989)
- Аз и той (Ich und Er), реж. Дорис Дьори (1989)
- Петъчната вила (La villa del venerdì), реж. Мауро Болонини (1991)
- Воайорът (L'uomo che guarda), реж. Тинто Брас (1994)
- Скука (L'ennui), реж.т Седрик Кан (1998)
- Безразличните (Gli indifferenti), реж. Леонардо Гуера Сераньоли (2020)